# الدوري الإكوادوري لكرة القدم 2013
الدوري الإكوادوري لكرة القدم 2013 (بالإسبانية: Campeonato Ecuatoriano de Fútbol 2013)‏ هو الموسم 55 من الدوري الإكوادوري لكرة القدم. كان عدد الأندية المشاركة فيه 12، وفاز فيه نادي إيميلك.